# Final da Taça de Portugal de 2017–18
A Final da Taça de Portugal de 2017–18 foi a final da 78ª edição da Taça de Portugal, competição organizada pela Federação Portuguesa de Futebol. A final, que ocorreu pouco tempo depois ao ataque à academia do Sporting, foi disputada a 20 de maio de 2018,[carece de fontes?] no Estádio Nacional, entre o CD Aves e o Sporting CP. O CD Aves venceu o jogo por 2-1, conquistando assim a 1ª Taça de Portugal da sua história.

## Estádio
Tal como é tradição, o estádio escolhido para a Final foi o Estádio Nacional do Jamor. Inaugurado em 1944 e com uma lotação de 37.500 lugares, foi a 66.ª Final da Taça de Portugal que este estádio recebeu.

## Jogo
| 20 de maio de 2018 | CD Aves         | 2–1 | Sporting CP | Estádio Nacional, Jamor                |
| 17:15              | Guedes 16', 72' |     | Montero 85' | Público: 35 890 Árbitro: Tiago Martins |